# Panchkanya
Panchkanya – gaun wikas samiti w środkowej części Nepalu w strefie Bagmati w dystrykcie Nuwakot. Według nepalskiego spisu powszechnego z 2001 roku liczył on 495 gospodarstw domowych i 2868 mieszkańców (1475 kobiet i 1393 mężczyzn).